# Luis Fernando Velasco
Luis Fernando Velasco, né le 18 octobre 1964 à Popayán, est un avocat et homme politique colombien. Il est ministre de l'Intérieur de 2023 à 2024.
Il est conseiller pour les Régions auprès du Président entre août 2022 et avril 2023, Il est membre du Parti libéral, dirigeant de son aile progressiste et proche de la gauche.

## Biographie

### Famille et études
Luis Fernando Velasco est le fils de l'ancien membre du Congrès, membre du parti libéral, ancien procureur général et ancien directeur national des enquêtes criminelles Omar Henry Velasco et de l'avocate Nubia Chaves de Velasco. 
Il étudie le droit à l'université du Cauca dont il sort diplômé en 1993, puis étudie la haute direction à l'Université Icesi (es), et une maîtrise en gouvernement et administration publique à l'université internationale Menéndez Pelayo en Espagne.
En 1988, il est élu conseiller de sa ville de naissance Popayán, il est réélu en 1990. Avec un groupe de la société civile de Cauca, ils ont créé "Caucanos pour la paix", une organisation qui promeut le processus de paix avec le mouvement de guérilla M19.
En 1991, il a assumé le poste de secrétaire du gouvernement du département de Cauca. En tant que secrétaire, il a poursuivi son engagement pour le paix, il a été nommé président de la Commission de paix du département et a contribué à signer le processus de paix entre le gouvernement et le M -19 en mars 1990.
Grâce à sa gestion dans ces fonctions, il a été élu maire de Popayán entre 1992 et 1994.
Il rejoint l'administration du gouvernement en 1995, sous la présidence du libéral Ernesto Samper, après avoir quitté ses fonctions de maire, il est nommé directeur national du Bureau de prévention et d'intervention en cas de catastrophe et directeur de la Corporation pour le développement des microentreprises - Microempresa & Cía. Il a également été conseiller présidentiel et coordinateur du Plan Sur, travaillant sur les questions liées à l'éradication et à la substitution des cultures illicites.

### Parcours politique

#### Représentant
Lors des élections législatives de 1998 (es), Velasco est élu à la Chambre des représentants avec 31 193 voix. 
Il est ensuite réélu lors des élections législatives de 2002 (es), réélu avec 24 452 voix.

#### Sénateur
Lors des élections législatives de 2006 (es), Velasco a été élu sénateur avec 40 644 voix. En janvier 2007, il devient le directeur adjoint du Parti libéral et membre de sa direction nationale.
Au Sénat, il a légalisé la vente ambulante de minutes aux téléphones portables, il a promu la loi "Habeas Data", qui a retiré de la liste des défaillants près de six millions de Colombiens injustement signalé dans les bases de données des centres de risques.
Il a également promu le débat pendant de nombreuses années afin de faire baisser le prix du carburant en Colombie, indiquant les facteurs qui font que les Colombiens paient le carburant aux prix internationaux sans connaître la qualité du pays producteur. 
Lors des élections législatives de 2010, il a été réélu avec 37 833 voix. Débutant son deuxième mandat de sénateur, il est le rapporteur de la réforme constitutionnelle qui a redistribué les redevances minières du pays, les faisant atteindre toutes les régions colombiennes. Il a mené la défense du secteur textile-habillement et chaussure du pays.
Lors des élections législatives de 2014, il est réélu sénateur pour un troisième mandat avec 57 803 voix.
Le 20 juillet 2015, il est élu à l'unanimité président du Sénat de la République et reste en fonction pendant un an, jusqu'au 20 juillet 2016.
En 2018, il se déclare pré-candidat à la présidence, sollicitant l'investiture de son parti, mais il décide de retirer sa candidature et se présente à nouveau comme candidat au Sénat, réélu lors des élections législatives de 2018 avec 75 000 voix.

#### Dirigeant de l'aile progressiste du Parti libéral
En 2021, en tant que sénateur, il se déclare pré-candidat à l'élection présidentielle, souhaitant être investi par le Parti libéral et rallier la coalition de gauche du Pacte historique et participer à la primaire interne.
Idéologiquement, il se réclame d'un libéralisme progressiste historique en Colombie, reprochant au président du parti César Gaviria d'avoir pactiser avec Iván Duque. Après le refus du président César Gaviria d'investir Luis Fernando Velasco au profit de la candidature de Federico Gutiérrez, il se déclare en faveur de la candidature de Gustavo Petro.
Le 18 mai, une semaine avant le premier tour de l'élection présidentielle de 2022, Velasco organise le congrès fondateur des « libéraux progressistes », un courant interne du Parti libéral dont il est dirigeant et qui soutient publiquement Gustavo Petro.
Lors du congrès du courant opposé à une alliance avec la droite, Luis Fernando Velasco attaque César Gaviria, estimant qu'il doit démissionner : « si le peuple élit comme Gustavo Petro comme président, ayez la grandeur de rendre les clés du parti au peuple libéral ».

##### Rébellion interne lors du mandat de Gustavo Petro
Le 25 avril, la réforme de la santé au Congrès est adoptée grâce à un vote pour d'une représentante libérale, malgré l'obligation par le président César Gaviria de voter contre la réforme de la santé. Face à cette obligation de vote contre venant des dirigeants du Parti libéral et du Parti conservateur,, Gustavo Petro annonce rompre sa coalition avec les partis traditionnels.
Le soir de l'adoption de la réforme au Congrès, Luis Fernando Velasco est à l'initiative d'une réunion avec les parlementaires libéraux en désaccord avec le président du parti. Dans un communiqué, 18 des 33 représentants libéraux protestent contre la menace de Gaviria,. 
Plusieurs représentants libéraux se réclament du courant interne des libéraux progressistes, souhaitant accompagner les « réformes du changements » initiées par Gustavo Petro, comme Dolcey Torres ou Olga Beatriz González,.

#### Conseiller puis ministre, proche de Gustavo Petro
Le 24 août 2023, Luis Fernando Velasco est nommé conseiller pour les Régions auprès du président Gustavo Petro, analysé comme une réponse en raison de son engagement en faveur du président, et la nomination de trois autres proches dans l'administration de gauche.
Avant de devenir ministre de l'Intérieur, il a été nommé en avril 2023 en tant que responsable de l'Unité nationale de gestion des risques de catastrophe, coordonnant le plan d'urgence en cas d'éruption du volcan Nevado del Ruiz.
Le 26 avril, Luis Fernando Velasco est nommé ministre de l'Intérieur, sa nomination est analysée comme une stratégie de Gustavo Petro pour diviser le parti libéral en sa faveur, battre César Gaviria et que le parti continue à soutenir le gouvernement.
Dans cette logique de division du parti et de mise en minorité interne de Gaviria, le lendemain de sa nomination, Velasco estime que Gaviria doit démissionner et qu'une Convention nationale doit être convoqué. Ce dernier affirme également que la majorité du groupe libéral souhaite soutenir le gouvernement, ils étaient 18 à protester le 25 avril, ils seraient désormais 25 à soutenir le gouvernement.
Face à l'absence de coalition gouvernementale sûre d'être majoritaire sur l'ensemble des projets de loi, Velasco, dont le ministère est également le porte-parole du gouvernement et chargé des relations avec le Congrès, il déclare que le gouvernement cherchera à trouver le soutien individuel des parlementaires pour faire adopter les réformes, notamment le parti de la U et les conservateurs.